# 普通測量學
普通測量學研究地球的局部区域，不考虑曲率的影响，实用常规测量仪器设备，进行测定和测设所设计的测量理论和技术的学科。普通测量操作简单，但是精度低，适用于普通科学研究，在精度要求较高的工程测量中不能使用。